# Борисяк, Никифор Дмитриевич
Никифор Дмитриевич Борисяк (27 марта [8 апреля] 1817, Лохвицкий уезд, Полтавская губерния — 30 марта [11 апреля] 1882, Золотоноша, Полтавская губерния) — русский геолог, природовед, профессор харьковского университета.

## Биография
Родился 27 марта (8 апреля) 1817 (по старым данным в 1816 году) в селе Риг, Лохвицкого уезда, Полтавской губернии.
По окончании курса наук в Харьковском университете со званием лекаря 1-го отделения в 1838 году, он был отправлен в 1839 году в Санкт-Петербург на два года и на Уральский хребет на один год для усовершенствования в минералогии, геогнозии и палеонтологии, с тем чтобы затем занять кафедру в харьковском университете; с тою же целью он провел летние месяцы 1840 года в Швеции и Норвегии.
В 1843 году был назначен исправляющим должность адъюнкта по кафедре минералогии и заведующим минералогическим кабинетом в харьковском университете. В 1847 году получил степень магистра, в 1852 году утвержден исправляющим должность экстраординарного профессора, в 1854 году получил степень доктора естественных наук, в 1857 году назначен ординарным профессором по кафедре минералогии и геогнозии. В 1864 году, по выслуге 25-ти лет, был оставлен на службе до 1868 года.
Одновременно с 1845 году преподавал естественную историю в Харьковском институте благородных девиц и с 1855 до 1859 г. занимал в нём должность инспектора классов. С 1851 года он преподавал минералогию в Харьковском ветеринарном институте.
Скончался 30 марта (11 апреля) 1882 в городе Золотоноша.

## Семья
Жена: Лариса (род. 21 января (2 февраля) 1845) — дочь Горного начальника Камско-Воткинских заводов Нестеровского.
Дети:
- Мария (род. 21 января (2 февраля) 1845)
- Алексей (род. 14 (26) января 1850) — межевой инженер, его дети:
  - Борисяк, Алексей Алексеевич (1872—1944) — геолог, палеонтолог, академик АН СССР.
  - Борисяк, Андрей Алексеевич (1885—1962) — виолончелист и педагог.
- Лариса (род. 8 (20) февраля 1852)
- Наталья (род. 13 (25) февраля 1854)
- Валериан (род. 17 (29) апреля 1856)[3]

## Вклад в науку
В 1847 году изучил метеорит Верхне-Чирская из станицы Верхне-Чирская
Исследовал геологическое строение, полезные ископаемые, почвы Украины, дал морфографическую, орогидрографическую и геогностическую характеристики восточных районов Харьковской губернии.
Сформулировал положение, что каменноугольная система распространена и на запад от Донбасса, впервые обосновал идею Большого Донбасса.
Изучал химический состав почв, установил границу распространения черноземов Европейской России.
Впервые описал геологию Харьковского артезианского бассейна и обосновал возможность получения из него вод для водоснабжения Харькова.
Учредитель Харьковской школы геологов.

## Членство в организациях
Состоял в научных обществах:
- 1845 — Копенгагенское общество Северных антиквариев
- 1858 — Французского геологического общества (избран 8 ноября 1858 года)
- 1865 — Московское археологическое общество (избран 12 окрября 1865 года)
- 1865 — Императорское вольное экономическое общество (избран 9 декабря 1865 года)
- 1865 — Императорское минералогического общество (избран 10 декабря 1865 года)
- 1866 — Императорское русское географическое общество (избран 22 марта 1866 года)

## Награды и премии
- 1855 — Орден Святой Анны III степени
- 1958 — Орден Святого Станислава II степени
- 1864 — Орден Святой Анны II степени
- 1866 — Знак отличия беспорочной службы за XV летнее достоинство

## Труды
- Очерк геогностического состава и минеральных богатств Харьковской губернии, Харьков, 1857
- О географическом положении города Харькова, Харьков, 1859
- О чистоте воды харьковских рек, 1864
- Несколько слов о воззрениях Ломоносова относительно минералов, Харьков, 1865
- Сборник материалов, относящихся до геологии Южной России, кн. 1, Харьков, 1867
- Речь о развитии горного промысла на юге России, «Горный журнал», 1868, № 11